# 304

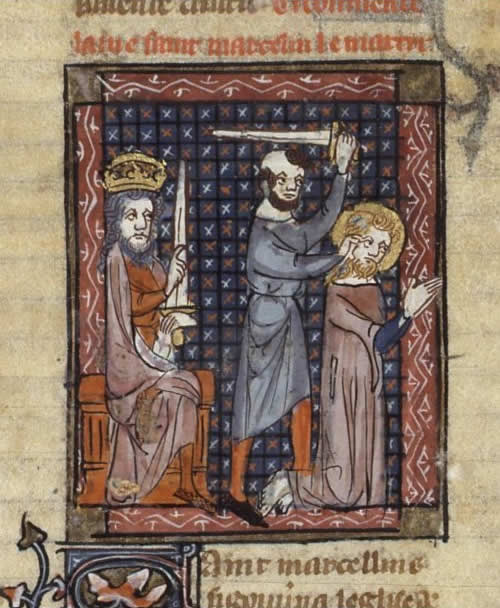
Executie van paus Marcellinus

Het jaar 304 is het 4e jaar in de 4e eeuw volgens de christelijke jaartelling.

## Gebeurtenissen

### Romeinse Rijk
- Zomer - Keizer Diocletianus wordt tijdens een veldtocht langs de Donau ernstig ziek en besluit terug te keren naar Nicomedia (huidige İzmit). In de metropolis aangekomen trekt hij zich publiekelijk terug.

### China
- Periode van de Zestien Koninkrijken: Grote opstand van de Xiongnu (ruiternomaden) in Noord-China, de Jin-dynastie wordt militair verzwakt.
- Sichuan verklaart zich onafhankelijk van het Chinese Keizerrijk.

### Godsdienst
- De dood van paus Marcellinus is het begin van een periode van 4 jaar sedisvacatie.
- Vele christenen sterven de marteldood, vooral in Salonae, de residentie van keizer Diocletianus. Onder hen de bisschop van de stad, Domnius.

## Overleden
- Afra van Augsburg, heilige en martelaar
- Dionysius van Augsburg, eerste (vermoedelijk legendarische) bisschop van Augsburg
- Lucia van Syracuse, heilige (traditionele datum)
- Paus Marcellinus (r. 296-304)
- Porphyrius (72), Grieks filosoof
- Vincentius van Zaragoza, Spaanse heilige en martelaar
- Andere heiligen die in 304 de marteldood sterven:
  - Abundantius
  - Acislus
  - Adrianus
  - Agapè van Thessalonica
  - Agnes (jaar bij benadering)
  - Anastasia van Sirmium
  - Ansanus de Doper
  - Charitina van Amasea
  - Chrysogonus van Aquilea
  - Crescentia
  - Crispina van Tebessa
  - Dalmatius van Pavia
  - Domnius, bisschop van Salona
  - Dorothea (van Caesarea)
  - Emerentiana van Rome
  - Emmanuel
  - Encratia (jaar bij benadering)
  - Eulalia van Mérida
  - Febronie van Nisbis
  - Felix van Milaan
  - Florianus van Lorch
  - Hermagoras en Fortunatus (jaar bij benadering)
  - Hilaria van Augsburg
  - Irena van Thessalonica
  - Juliana van Nicomedië
  - Justina van Padua
  - Justus en Pastor
  - Leocadia
  - Lucretia van Mérida
  - Marcianus van Egypte
  - Marcus van Egypte
  - Modesta van Nicomedia
  - Modestus en Crescentia
  - Nabor van Milaan
  - Nereus van Rome
  - Pancratius
  - Petrus van Rome
  - Quiriacus van Augsburg
  - Quiricus en Julitta
  - Serena van Rome
  - Sergius
  - Sophia van Rome
  - Victoria van Córdoba
  - Vitalis van Bologna